# Бланка II Наварска
Вижте пояснителната страница за други личности с името Бианка.
Бланка II Наварска е де юре кралица на Навара, а по съпружеска линия – инфанта на Кастилия и Леон и принцеса на Астурия.

## Произход
Родена е на 9 юни 1424 г. в Олите, Кралство Навара. Тя е трето дете и втора дъщеря на наварската кралица Бланка I и на арагонския крал Хуан II. Към момента на раждането на Бланка родителите ѝ все още са само престолонаследници, съответно, на Навара и Арагон. През 1425 г. умира дядо ѝ – крал Карл III Наварски – и на наварския престол се възкачва майка ѝ Бланка I. Две години по-късно Бланка, брат ѝ Карл и сестра ѝ Леонора са официално обявени за наследници на наварската корона.

## Принцеса на Астурия
През 1436 г. Бланка е сгодена за Енрике Кастилски, принц на Астурия и престолонаследник на Кастилия, с което трябвало да се укрепи мирният договор между Кастилия и Навара. Двамата са венчани на 16 септември 1440 г. във Валядолид, където наварската кралица Бланка I лично придружава дъщеря си.
Бракът между Енрике и Бланка Наварска продължава 13 години, без да бъде консумиран. Едва през 1453 г. Енрике официално иска бракът им да бъде разтрогнат на това основание, а специална комисия потвърждава непорочността на Бланка. Разводът получава папско разрешение, като за официална причина за провала му била посочена „вещерска сила“, която пречила на Енрике да изпълнява съпружеските си задължения. След като бракът ѝ е разтрогнат, Бланка е върната обратно в Навара.

## Кралица на Навара
Отново в Навара, Бланка е затворена в замъка в Олите под строгия надзор на баща ѝ Хуан Арагонски. По това време в кралството се води гражданска война между баща ѝ и брат ѝ Карл Виански. Причината за войната е, че след смъртта на Бланка I през 1441 г. крал Хуан Арагонски не признава законното право на сина си Карл да наследи престола и след като го отстранява от власт, поема еднолично управлението на Навара, което през 1451 г. разпалва война между привържениците на Карл и проарагонската върхушка около баща му.
Привържениците на брат ѝ Карл се отнасят към Бланка като към негов наследник на престола, още повече, че в писмата си Карл Виански сам се обръща към нея като към своя наследница. Поради това след смъртта на Карл през 1461 г. привържениците му обявяват Бланка за законна кралица на Навара под името Бланка II, макар че фактически тя няма как да упражнява властта си, докато е затворница на Хуан Арагонски. В тази ситуация положението на Бланка става изключително деликатно, а съдбата ѝ изцяло се намира в ръцете на баща ѝ, за когото тя е политическа пречка. Опитвайки се да си спечели френска подкрепа и едновременно с това да се отърве от дъщеря си, Хуан Арагонски урежда брак между 38-годишната Бланка и 16-годишния Шарл дьо Бери – брат на френския крал Луи XI. Бланка обаче категорично отказва да встъпи в брак с французина и да бъде пионка в ръцете на баща си. Разгневен от неподчинението ѝ, през 1462 г. Хуан Арагонски изпраща Бланка при сестра ѝ Леонора и съпруга ѝ Гастон дьо Фоа в Ортез, Беарн. В Беарн наварската кралица става фактически затворник в дома на сестра си – там Бланка е затворена в кулата Монкада.
Животът ѝ в Ортез се намира под постоянна заплаха, тъй като Бланка представлява обективна пречка пред политическите амбиции на сестра си Леонора и съпруга ѝ, които са съюзници на Хуан Арагонски и се надяват да наследят Навара след смъртта му. Осъзнавайки това, на 30 септември 1462 г. Бланка съставя своето завещание, в което изразява желанието си да бъде наследена от бившия си съпруг – кастилския крал Енрике IV. През 1464 г. тя успява за кратко да се завърне в Памплона в опит да се представи пред Щатите на Навара. Помощ за това ѝ оказва епископът на Памплона, който е убит скоро след това. Месец по-късно, на 2 декември 1464 г., Бланка умира при загадъчни обстоятелства в кулата, в която е държана затворена в Ортез. Според слуховете наварската кралица е отровена от сестра си Леонора по поръчение на баща им.